# Wołodymyr Zajarny
Wołodymyr Anatolijowycz Zajarny, ukr. Володимир Анатолійович Заярний, ros. Владимир Анатольевич Заярный, Władimir Anatoljewicz Zajarny (ur. 25 listopada 1970 w Odessie) – ukraiński piłkarz grający na pozycji pomocnika, trener piłkarski.

## Kariera piłkarska

### Kariera klubowa
Wychowanek Szkoły Sportowej nr 6 w Odessie, a potem klubu Czornomoreć Odessa, w barwach którego w 1988 rozpoczął karierę piłkarską. W 1989 przeszedł do SKA Odessa. W 1992 został zaproszony do Nywy Tarnopol, ale po pół roku wrócił do SK Odessa. W sierpniu 1993 przeniósł się do Metałurha Zaporoże. W lipcu 1994 zasilił skład Nywy Winnica. Na początku 1995 wyjechał do Izraela, gdzie potem bronił barw klubów Hapoel Bet Sze’an i Maccabi Akra. Latem 1996 przeniósł się do Rosji, gdzie występował w klubach KAMAZ-Czally Nabierieżnyje Czełny, Sokoł Saratów, Czernomoriec Noworosyjsk i Arsienał Tuła. W 2002 roku podpisał kontrakt z łotewskim FK Liepājas Metalurgs. Zimą 2003 wrócił do rodzimego miasta, gdzie w składzie Reału Odessa zakończył karierę piłkarską w roku 2005.

## Kariera trenerska
Po zakończeniu kariery piłkarza rozpoczął karierę szkoleniowca. Od kwietnia 2005 do końca roku trenował Reał Odessa.

## Sukcesy i odznaczenia

### Sukcesy klubowe
FK Liepājas Metalurgs
- brązowy medalista mistrzostw Łotwy: 2002